# Scutigerella echinostylus
Scutigerella echinostylus är en mångfotingart som beskrevs av Ulf Scheller 1968. Scutigerella echinostylus ingår i släktet norddvärgfotingar, och familjen snabbdvärgfotingar. Inga underarter finns listade i Catalogue of Life.